# オレンジチキン
オレンジチキン（英語: Orange chicken）あるいは陳皮鶏（ちんぴどり、簡体字: 陈皮鸡; 繁体字: 陳皮雞; 拼音: chénpíjī＜チェンピージー＞; ウェード式: ch'en²-p'i³-chi¹; 粤拼: gan4 pei4 kai1）は鶏肉とオレンジを使用した中国・湖南省発祥のアメリカ風中華料理である。
鶏肉をぶつ切りにしてよくたたいた後、から揚げにして周りに甘いオレンジの味付け（オレンジピールを入れる）をしたチリソースを絡めて作る。
アメリカではオレンジチキンの名前で親しまれており、北米のファーストフードレストランで見かけることができる。

## 名称と普及
オレンジチキンはアメリカ合衆国では一般的な中華料理であり、中国本土の料理の派生料理というよりも同じくアメリカ風中華料理の左宗棠鶏（清朝の大臣左宗棠の名前に由来、英語ではGeneral Tso's chickenと呼ぶ）の派生料理として一般的に認識されている。
西半球の多くの国では、料理名は「オレンジチキン」、「オレンジピール・チキン」、「タンジェリン・チキン」などの料理名が使用されることが多い。しかし、料理の発祥の地である中国では「陳皮鶏」として知られており、陳皮が漢方でマンダリンオレンジの果皮を干したものであることから名前が付けられている。アジア以外の地域のレストランでは、代用品として新鮮なオレンジピールを使用することが多いが、オレンジピールを使用せずに作ることもある。